# Lasca (film)
Lasca er en amerikansk stumfilm fra 1919 af Norman Dawn.

## Medvirkende
- Frank Mayo som Anthony Moreland
- Edith Roberts som Lasca
- Arthur Jasmine som Ricardo
- Veola Harty som Clara Vane
- Lloyd Whitlock som John Davis